# Contatto (programma televisivo)
Contatto fu un telegiornale italiano dell'emittente privata Primarete Indipendente di Rizzoli. Ideato e diretto da Maurizio Costanzo, era condotto dagli ex giornalisti della RAI Enza Sampò, Marco Raviart e Ruggero Orlando.
Esordì il 13 dicembre 1980 con scarsi mezzi a disposizione, ma riuscì ad andare in onda con due edizioni quotidiane e a diventare il primo telegiornale privato a trasmettere a livello nazionale fino al 21 luglio 1981, quando fu costretto a proseguire solo localmente a seguito di un ricorso alla Corte costituzionale da parte della RAI, che deteneva il monopolio delle trasmissioni nazionali. Poco prima la RAI dovette acquistare dal telegiornale rivale un'intervista esclusiva a una donna ferita durante l'attentato a papa Giovanni Paolo II, in quanto unica testimonianza dell'evento.